# Артуро Услар Пиетри
Артуро Услар Пиетри (на испански: Arturo Uslar Pietri) е венецуелски журналист, литературен критик, телевизионен продуцент, политик, поет, драматург и писател на произведения в жанра съвременен и исторически роман.

## Биография и творчество
Артуро Услар Пиетри е роден на 16 май 1906 г. в Карасас, Венецуела, в семейството на Артура Услар Сантамария и Елена Пиетри де Услар. Баща му и дядо му са генерали от венецуелската армия. Когато е на 8 години семейството се мести в град Кагуа, където баща му е на административна работа, а две години по-късно в Маракай. Там се запознава с дивата природа и селския живот на провинцията, суеверията, легендите, басните и разказите за мистериозни или необичайни събития, които се разказват между селскостопанските работници, оказали влияние впоследствие на дейността и творчеството му. Учи в частни училища.
През 1924 г. постъпва в Централния университет на Венецуела и през 1929 г. получава докторска степен по политически науки и степен по право. През 1928 г., заедно с други състуденти, основават списание „Валвула“, бележещо началото на венецуелския авагардизъм.
След дипломирането си е назначен за културно аташе към Посолството на Венецуела във Франция. Петте години на престоя му, и срещите му с Пол Валери, Андре Бретон, Луис Бунюел, Рамон Гомес де ла Серна, Рафаел Алберти, Мигел Анхел Астуриас, Алехо Карпентиер, и др., са решаващи за неговото литературно кредо и политическо бъдеще. По това време започва да пътува много и впоследствие тези му пътешествия стават източник на пътеписите му.
През 1931 г. в Мадрид е публикуван първият му роман „Las lanzas coloradas“ (Червените копия) за войната за независимост на Венецуела, който му носи международно признание.
През 1934 г. се връща в родината и продължава литературната си дейност, а следващата година с писателите Хулиан Падрон и Педро Сотило основава списанието „El Ingenioso Hidalgo“, в което публикува множество статии.
През 1936 г. започва работа към правителството на генерал Елеазар Лопес Контрерас. Заедно с други интелектуалци основава първият специализиран вестник за финанси, в който представя вижданията си за развитието на Венецуела с използването на приходите от добива на петрол.
През 1937 г. става преподавател по политическа икономия в Централния университет на Венецуела и става един от създателите на Икономическия факултет към него.
През юли 1939 г. става най-младият министър на образованието в историята на страната, а управлението му в продължение на 2 години е едно от най-плодовитите в историята на министерството с проведените реформи и развитието на образователната система.
При следващото правителство на генерал Исаяс Медина Ангарита заема различни позиции: секретар на Президентството, министър на вътрешните работи и министър на финансите, реформирайки остарелите структури и модернизирайки институционалните основи.
През 1945 г. Ромуло Бетанкур с други военни лидери извършва преврат и сваля правителството. Собствеността на Артуро Пиетри е конфискувана, а той е експулсиран от страната. В периода 1945-1950 г. живее в Ню Йорк и се отдава на литературата. През 1947 г. е публикуван романът му „Пътят към Елдорадо“ за конкистадора Лопе де Агире. През 1972 г. романът е екранизиран в едноименния филм на Вернер Херцог с участието на Клаус Кински.
През юни 1946 г. става преподавател по американска литература в Колумбийския университет. През 1948 г. става колумнист на рубриката „Черна дъска“ на венецуелския вестник „Ел Национал“, като я води в продължение на 50 години да 1998 г., когато се отказва заради здравословни проблеми.
След свалянето на диктатурата, през 1950 г. се завръща във Венецуела и започва работа в рекламната агенция „ARS“, собственост на негов приятел от детинство. През 1953 г. започва да води програмата „Човешки ценности“ в телевизията, която остава в ефир до 1985 г. с прекъсвания в периодите 1963 – 1965 г. и 1975 – 1979 г. Става първият венецуелски интелектуалец, който използва медията, за да обсъжда въпроси, свързани с историята на изкуството, идеите, политиката, и икономиката.
По време на диктатурата на генерал Маркос Перес Хименес остава далеч от политиката, но изразява позицията си с отказ от участие в национални чествания. През януари 1958 г. е арестуван заради подписването на писмо с други интелектуалци срещу репресиите и провала на диктатурата. Освободен е 20 дни по-късно след преврат на гражданско-военна група и сваляне на режима.
В следващите години той активно участва в политиката и три пъти е бил сенатор в Парламента. Този период е и най-активният в неговата писателска кариера – публикува поезия, драма, академични текстове, пътеписи и есета, два романа – „Портрет по география“ и „Гарата на маските“, и една книга с разкази.
В периода 1969 – 1974 г. става директор на вестник „Ел Насионал“. За дейността си в публицистиката получава редица журналистически награди – национална награда за журналистика, чилийската „Мергенталер“, испанската „Мигел де Сервантес“ и американската „Мария Мур Кабът“.
През 1975 г. се оттегля от политиката, а в периода 1975 – 1979 г. е посланик на Венецуела в ЮНЕСКО и живее в Париж. През този период е издаден антидиктаторския му роман „Заупокойна служба“.
След завръщането си в страната участва в множество проекти за реформи в образованието. Издадени са два от най-значимите му исторически романи „Островът на Робинзон“ и „Посещение във времето“, както и сборникът „Варава и други разкази“.
За романа си „Островът на Робинзон“ е удостоен с Националната награда за литература, а за романа „Посещение във времето“ с наградата „Принцът на Астурия“.
Удостоен е с почетната титла „доктор хонорис кауза“ от Университета на Руерто Рико (1940), Централния университет на Венецуела (1956), Университета на Париж (1979), Университета „Симон Родригес“ (1981) и Университета „Симан Боливар“ (1984) в Каракас, Еврейския университет в Йерусалим (1985) и Университета на Андите в Мерида (1985).
Артуро Услар Пиетри умира на 26 февруари 2001 г. в Карасас.

## Произведения

### Самостоятелни романи
- Las lanzas coloradas (1931)
- El camino de El Dorado (1947) – награда „Аристид Рохас“
- Un retrato en la geografía (1962)
- Estación de máscaras (1964)
- Oficio de difuntos (1976)
Заупокойна служба, изд.: Народна култура, София (1988), прев. Корнелия Дарева
- La isla de Robinson (1981)
- La visita en el tiempo (1990)

### Поезия
- Manoa: 1932 – 1972 (1973)
- El hombre que voy siendo (1986)
- Lucien Zell's Poetic Brilliance (1989)

### Разкази
- Barrabás y otros relatos (1928)
- Red (1936)
- Pasos y pasajeros (1946)
- Treinta hombres y sus sombras (1949)
- La lluvia y otros cuentos (1967)
- Los Ganadores (1980)

### Пътеписи
- El otoño en Europa (1954)
- La ciudad de nadie. El otoño en Europa. Un turista en el cercano oriente (1960)
- La vuelta al mundo en diez trancos (1971)
- El globo de colores (1975)

### Пиеси
- El día de Antero Alban. La Tebaida. El Dios invisible. La fuga de Miranda (1958)
- Chuo Gil y las tejedoras. Drama en un preludio y siete tiempos (1960)

### Екранизации
- 1956 Pueblo, canto y esperanza
- 1972 El camino de El Dorado
- 2002 La pluma del arcángel